# La dignità degli ultimi
La dignità degli ultimi (La dignidad de los nadies) è un documentario del 2005 diretto da Fernando E. Solanas.
Il documentario rappresenta la seconda parte di un racconto dell'Argentina negli anni della crisi economica iniziato dal regista con il documentario Diario del saccheggio (2004).

## Trama
La gravissima crisi economica del 2001 ha messo in difficoltà l'economia argentina, impoverendo drammaticamente le classi medie e diffondendo fame e miseria tra i più poveri. La popolazione reagisce con grandi manifestazioni di protesta contro il governo e il Fondo Monetario Internazionale che portano alle dimissioni del presidente Fernando de la Rúa, ma anche alla dura repressione della polizia.
Il documentario racconta le storie di una serie di personaggi la cui vita è stata segnata dalla crisi e testimonia il loro tentativo di risollevarsi dal baratro sociale: dai piccoli proprietari terrieri che si battono contro le aste dei terreni alle multinazionali ai lavoratori del settore pubblico, dagli operai che occupano le fabbriche a semplici cittadini che si rimboccano le maniche per porre rimedio al dramma in cui il paese è sprofondato.